# Brzeźno (powiat lipnowski)
Brzeźno – wieś w Polsce położona w województwie kujawsko-pomorskim, w powiecie lipnowskim, w gminie Lipno.

## Podział administracyjny
W latach 1954–1959 wieś należała i była siedzibą władz gromady Brzeźno, po jej zniesieniu w gromadzie Bobrowniki. W latach 1975–1998 miejscowość należała administracyjnie do województwa włocławskiego.

## Demografia
Według Narodowego Spisu Powszechnego (III 2011 r.) wieś liczyła 465 mieszkańców. Jest szóstą co do wielkości miejscowością gminy Lipno.

## Opis
Wieś wzmiankowana w 1321 roku. Okolica leśna. Przez Brzeźno płynie niewielka rzeczka Mień. Nieopodal, już w granicach Oparczysk, zlokalizowane jest jezioro Brzeźno. We wsi działa OSP Brzeźno, założona w 1935 roku.

## Zabytki
Według rejestru zabytków NID na listę zabytków wpisane są
- kościół parafialny pw. Matki Boskiej Częstochowskiej z XVIII w., drewniany, nr rej.: A/435 z 15.11.1982, w latach 2016-2017 przeniesiony do Kujawsko-Dobrzyńskiego Parku Etnograficznego w Kłóbce[5]
- cmentarz ewangelicki (nieczynny) z początku XX w., nr rej.: 347/A z 29.06.1994

Drewniany kościół początkowo był filialny dla parafii Kikół, od 1914 roku parafialny. W latach 1995–2000 został zbudowany nowy murowany kościół. Nieopodal zabytkowa aleja lipowa – dawniej wjazd do dworu, który dziś już nie istnieje.